# Mimusops andamanensis
Mimusops andamanensis är en tvåhjärtbladig växtart som beskrevs av George King och James Sykes Gamble. Mimusops andamanensis ingår i släktet Mimusops och familjen Sapotaceae.
Artens utbredningsområde är Andamanerna. Inga underarter finns listade i Catalogue of Life.